# Nanguluwurr

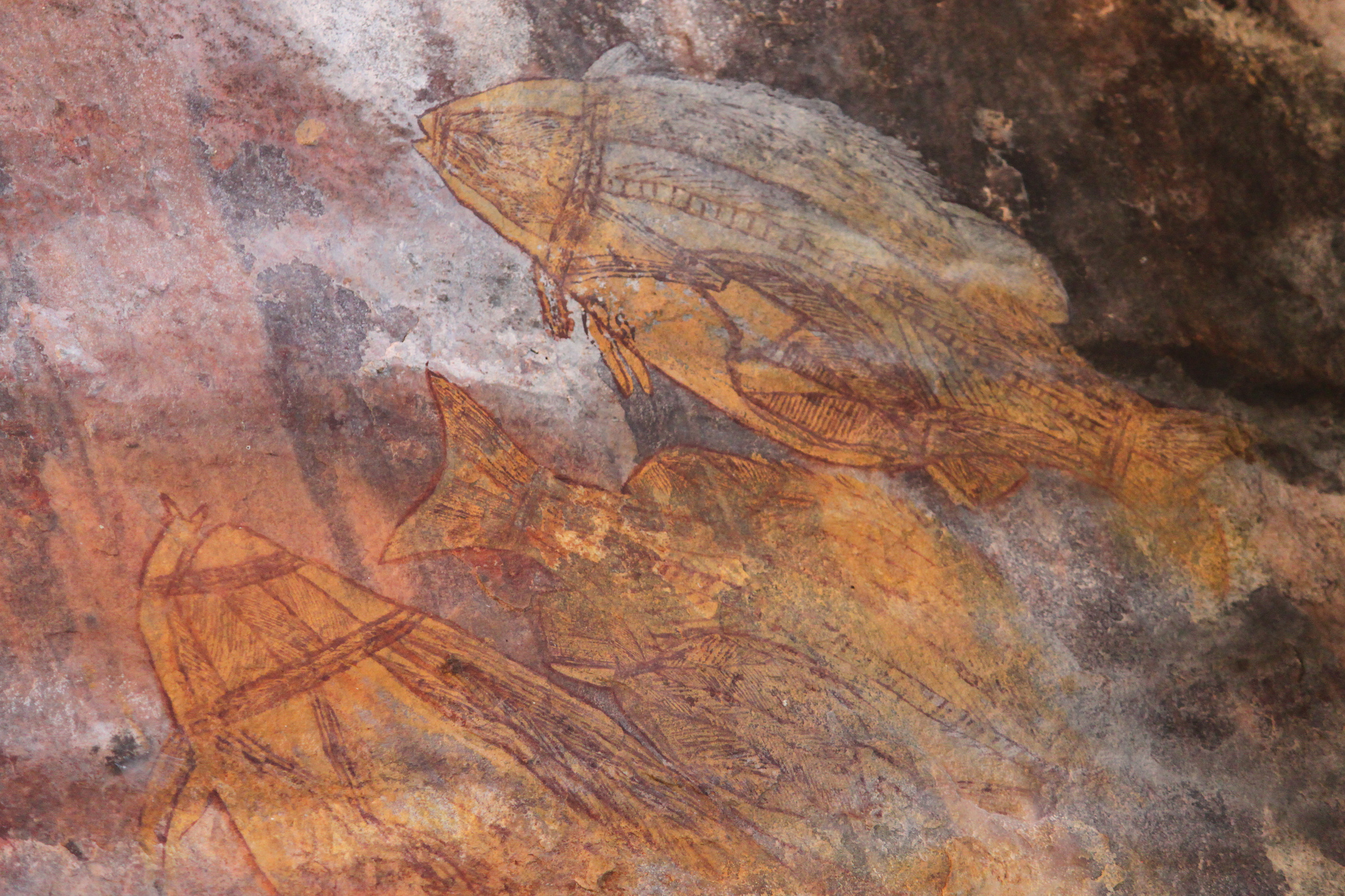
Felszeichnungen im australischen Kakadu-Nationalpark

Die Kunstfundstelle Nanguluwurr (auch: Nanguluwur, Nanguluwu) befindet sich am Nourlangie-Fels im Arnhemland innerhalb des Kakadu-Nationalparks in den nördlich gelegenen Northern Territories von Australien etwa 171 km östlich von Darwin. Der Park hat den Status UNESCO-Welterbe, in den Kategorien Weltnaturerbe und Weltkulturerbe.
Die australischen Aborigines nutzen den Platz über Jahrtausende als Lagerplatz auf ihrem Weg von Siedlungsgebiet Arnhemland zu den Überflutungsgebieten des Alligator Rivers. Das Alter der ältesten Felsmalereien werden auf weit über 20.000 Jahre geschätzt.
Geschützt unter Felsvorsprüngen sind die Darstellungen entlang des Nourlangie, der auch Burrungkuy genannt wird, über die Jahrtausende erhalten geblieben. Die Motive werden in unterschiedliche Stilrichtungen der Aborigine-Felszeichnungen dargestellt, z. B. dem Kontaktstil sowie Malereien, die mit Hilfe von Handschablonen angefertigt wurden. Informationstafeln klären die Besucher über die Hintergründe der Darstellungen und ihre Bedeutung in der Traumzeit auf.
Die Hauptgalerie trägt den Namen Anbangbang, in Anlehnung an den nahe gelegenen Anbangbang Billabong. Sie enthält unter anderen Darstellungen der Schöpfungsahnen Namondjok und Namarrkon, auch Lightning Man oder Blitzmensch genannt wird und neben seiner größer dargestellten Frau Barrinj zu sehen ist.
Neben den dargestellten Nahrungsquellen wie Fische und Schildkröten, fällt besonders die Darstellung eines zweimastigen Segelschiffs mit Ankerkette auf. Auch kleinere Boote (Dingi) wurden hier abgebildet, obgleich das Meer 90 Kilometer entfernt liegt und es keine Wasserstraßen in der Nähe gab. Die Schiffsdarstellungen wurden kurz nach der Ankunft der Europäer (im 16. Jahrhundert) angefertigt.
Auch eine Darstellung des weiblichen Geistes Algaihgo, mit vier Armen und einem hornartigen Auswuchs zählt zu den Motiven. Jüngere Bilder zeigen Fische und Schildkröten im Röntgenstil sowie zahlreiche andere Tiere. Außerdem sind Handabdrücke zu sehen, sowie jagende Figuren, die Kopfschmuck und Speere tragen.
Für den Eintritt in den Kakadu-Nationalpark benötigen Besucher einen Parkpass, der auch online erhältlich ist. Der Rundgang hat (vom Parkplatz aus) eine Gesamtlänge von 3,4 Kilometern und ist ganzjährig zugänglich.

## Galerie

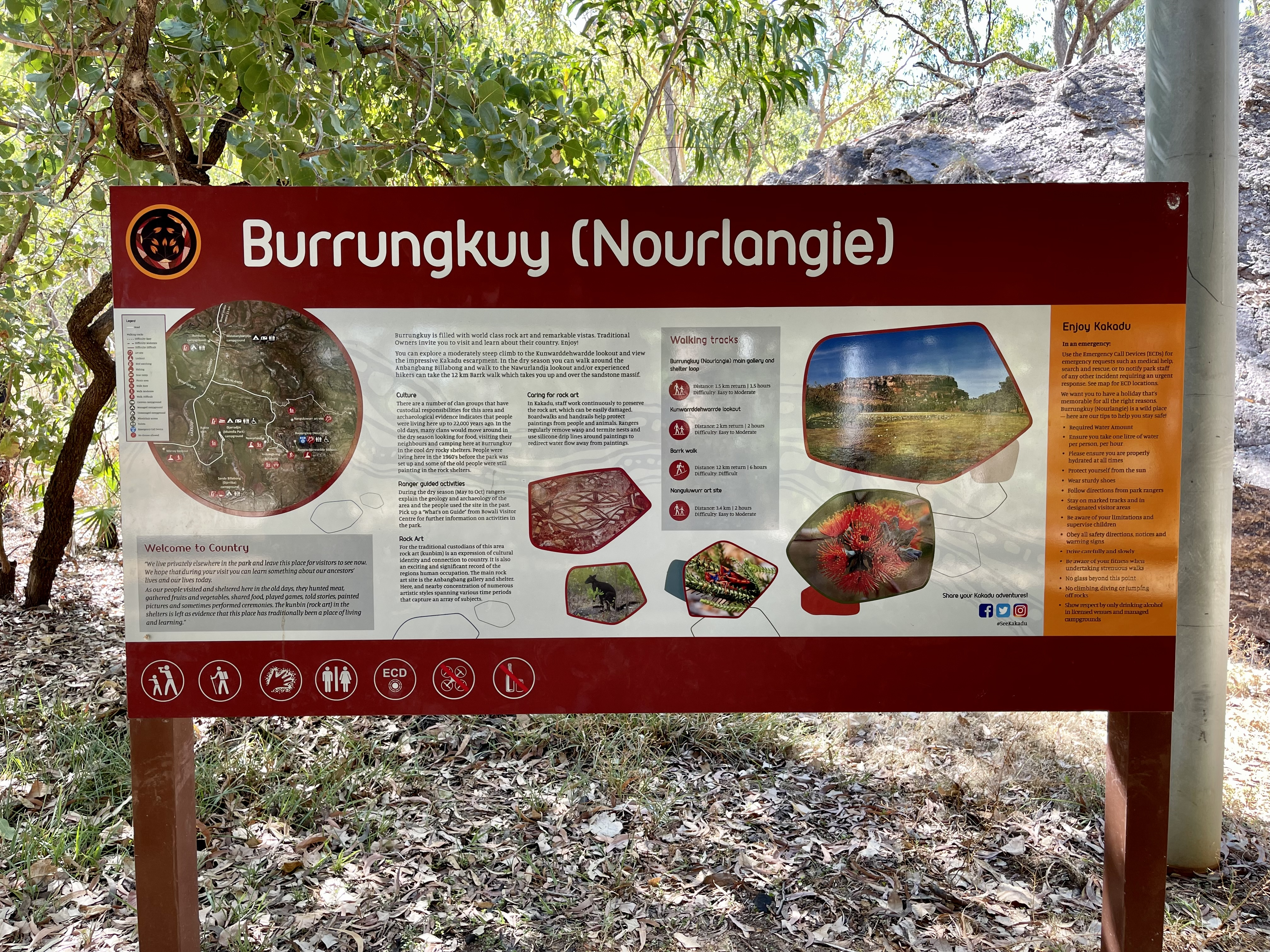
Informationstafel
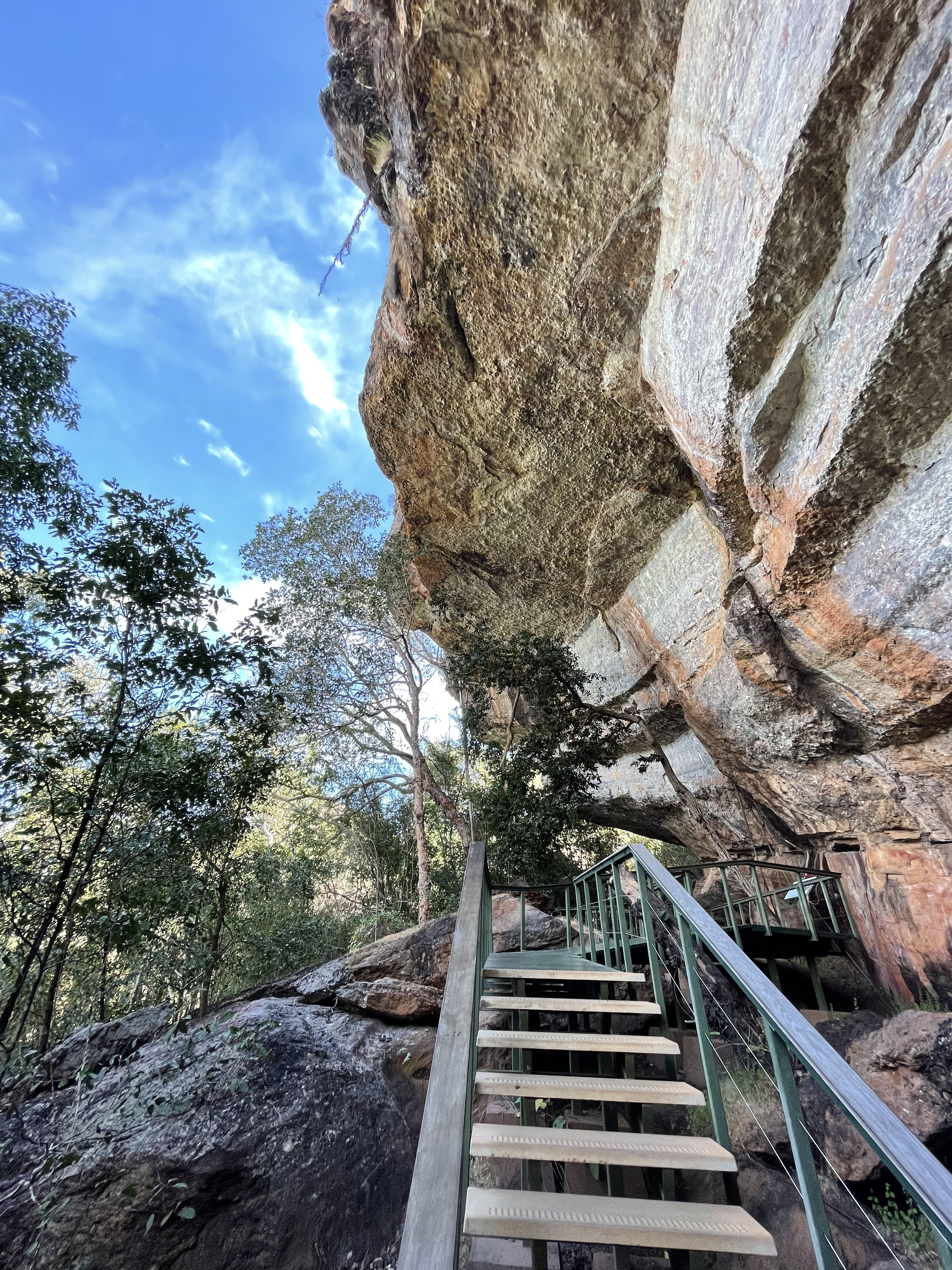
Der Pfad entlang des Nourlangie
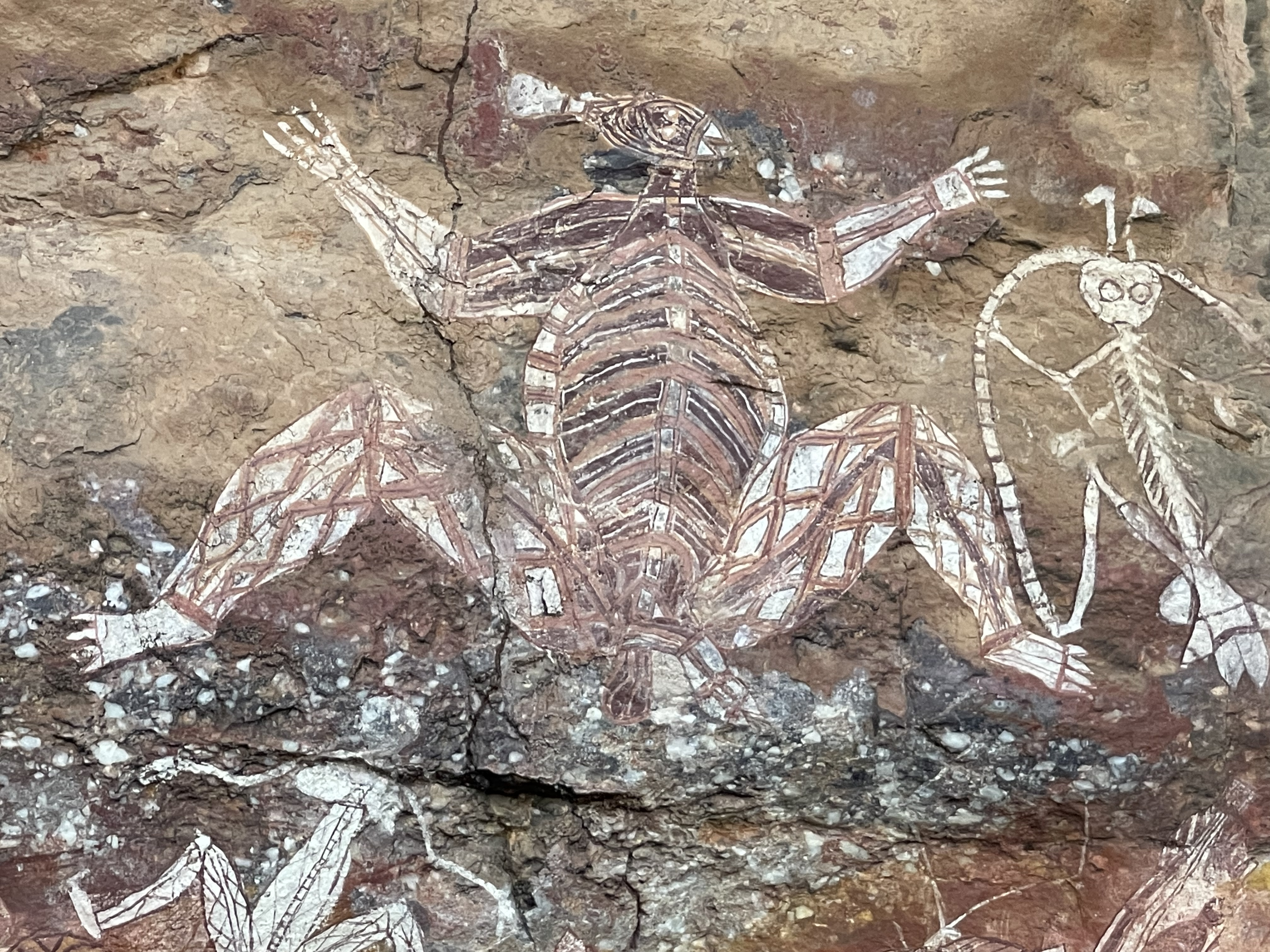
Barrinj, rechts neben ihr der Ehemann Namarrkon
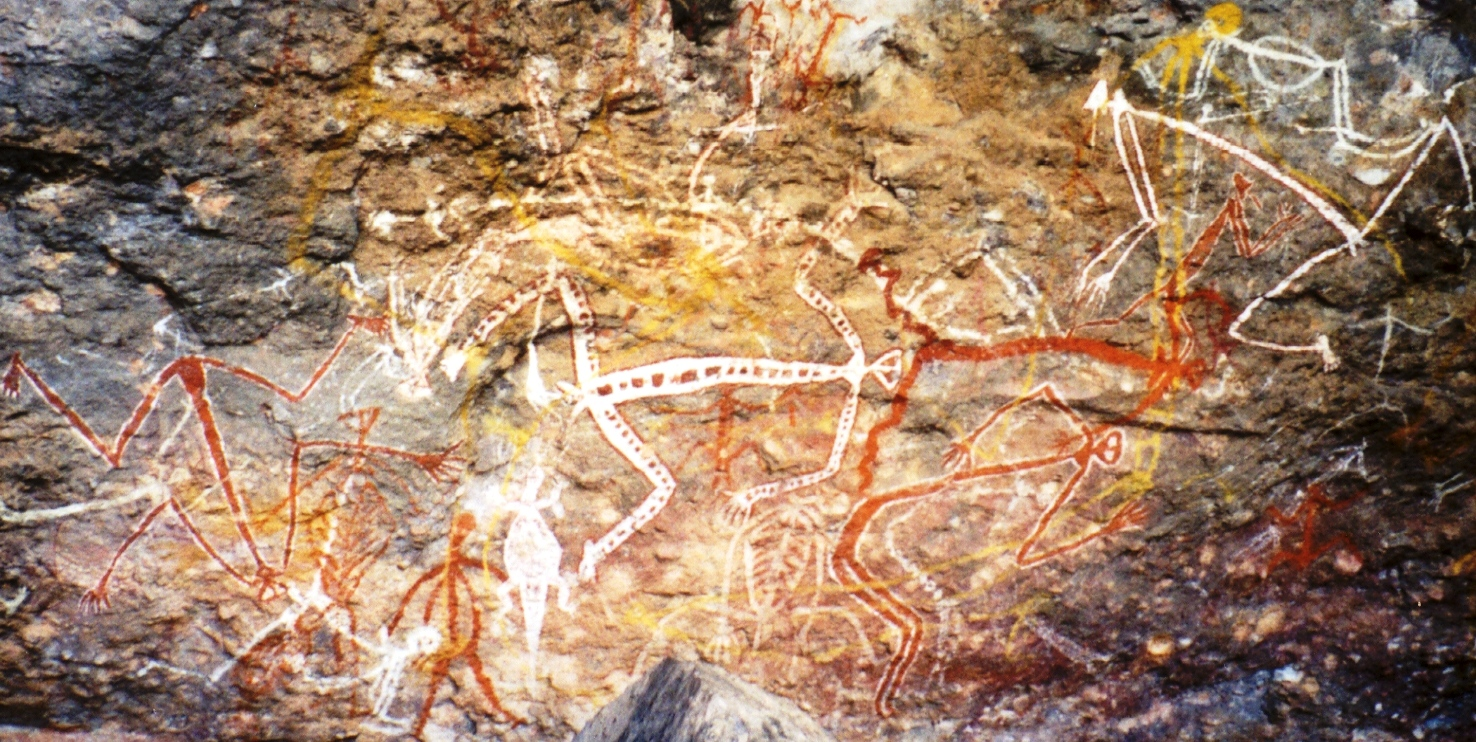
Figuren in der Hauptgalerie Anbangbang
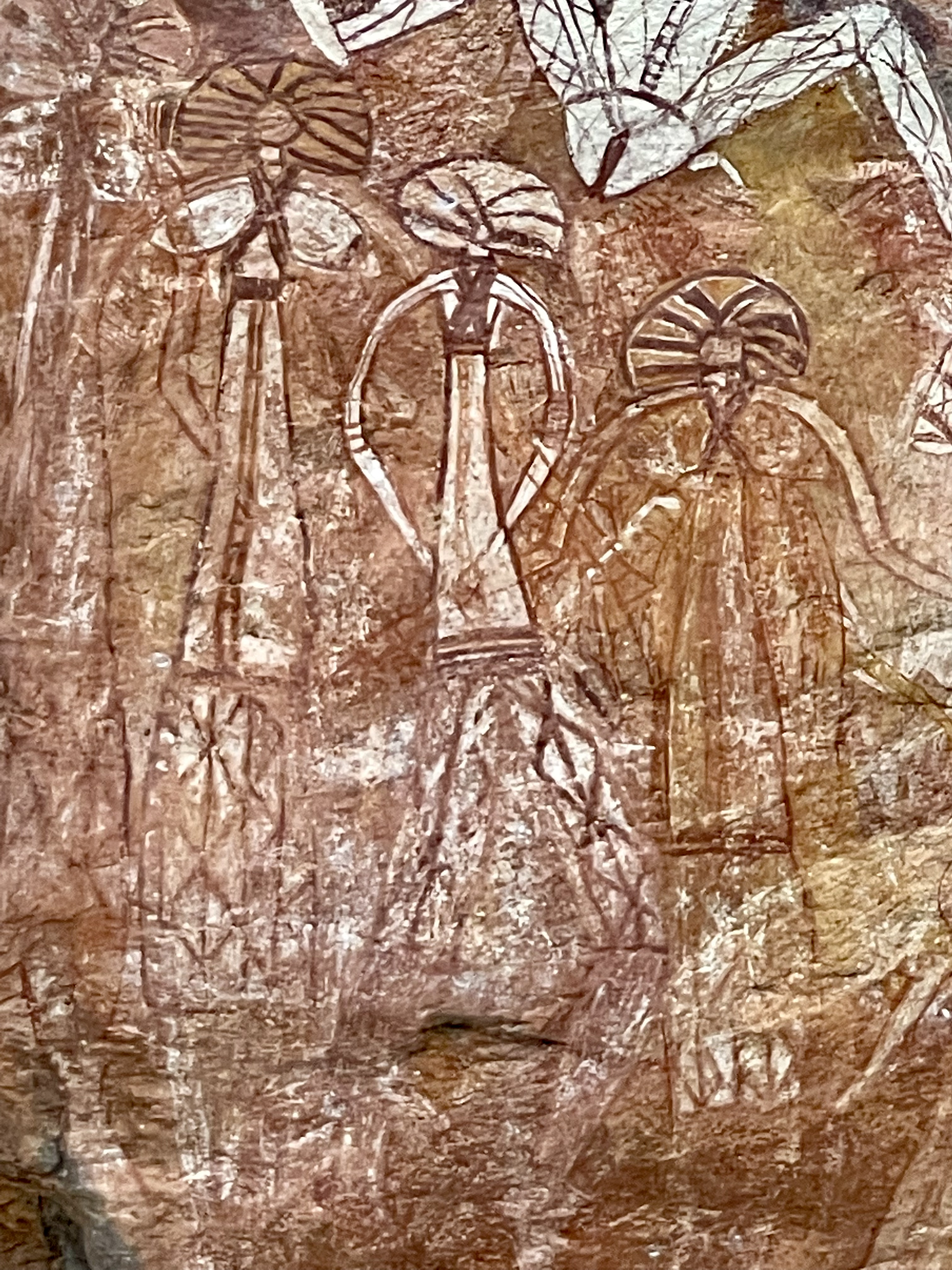
Weitere Figuren in der Hauptgalerie Anbangbang
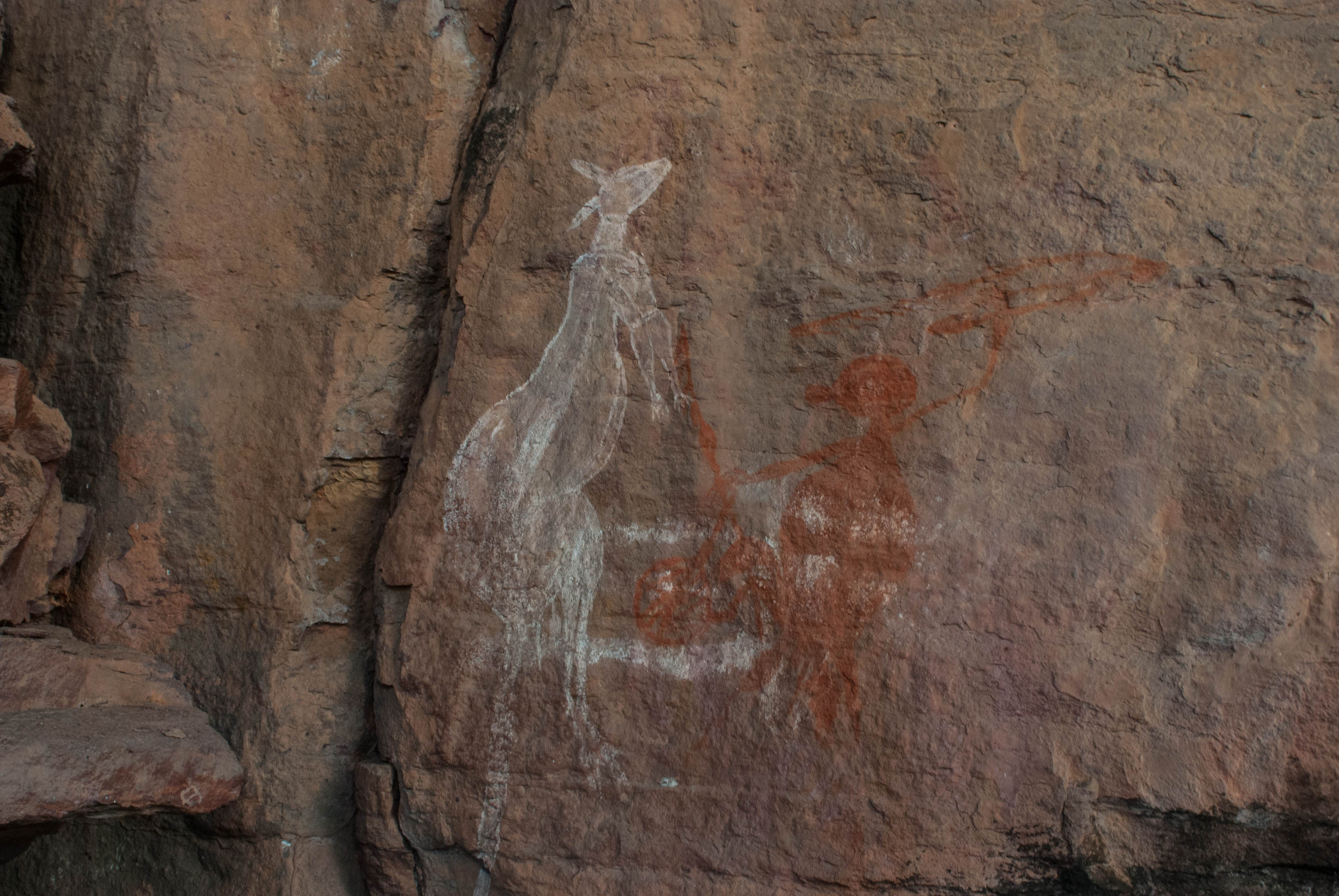
Auch Kängurus sind Teil der Galerie